# Ouessant (S623)
Pour les articles homonymes, voir Ouessant (sous-marin).
L’Ouessant (Numéro de coque S623) est un sous-marin d'attaque conventionnel à propulsion classique  de classe Agosta, de conception française, fabriqué et lancé à l'arsenal de Cherbourg en 1978 pour la marine française.

## Historique
Lancé à l'Arsenal de Cherbourg en 1978, l’Ouessant a servi dans la Marine Nationale jusqu'à son déclassement en 2001. 
De 2005 à 2009, l’Ouessant a été employé comme navire-école pour former le personnel de la marine royale malaisienne qui recevra les deux sous-marins de classe Scorpène de construction française  développé par Naval Group (anciennement DCNS) .  

## Préservation
En raison du rôle joué par l’Ouessant dans la mise en place des forces sous-marines malaisiennes, des plans de restitution du navire en Malaisie pour servir de navire musée ont été annoncés en juillet 2009 . L’Ouessant a été officiellement transféré au gouvernement malais le 23 septembre 2011 pour être transporté à Klebang, dans l'État de Malacca pour devenir un navire musée au Submarine Museum .

## Galerie

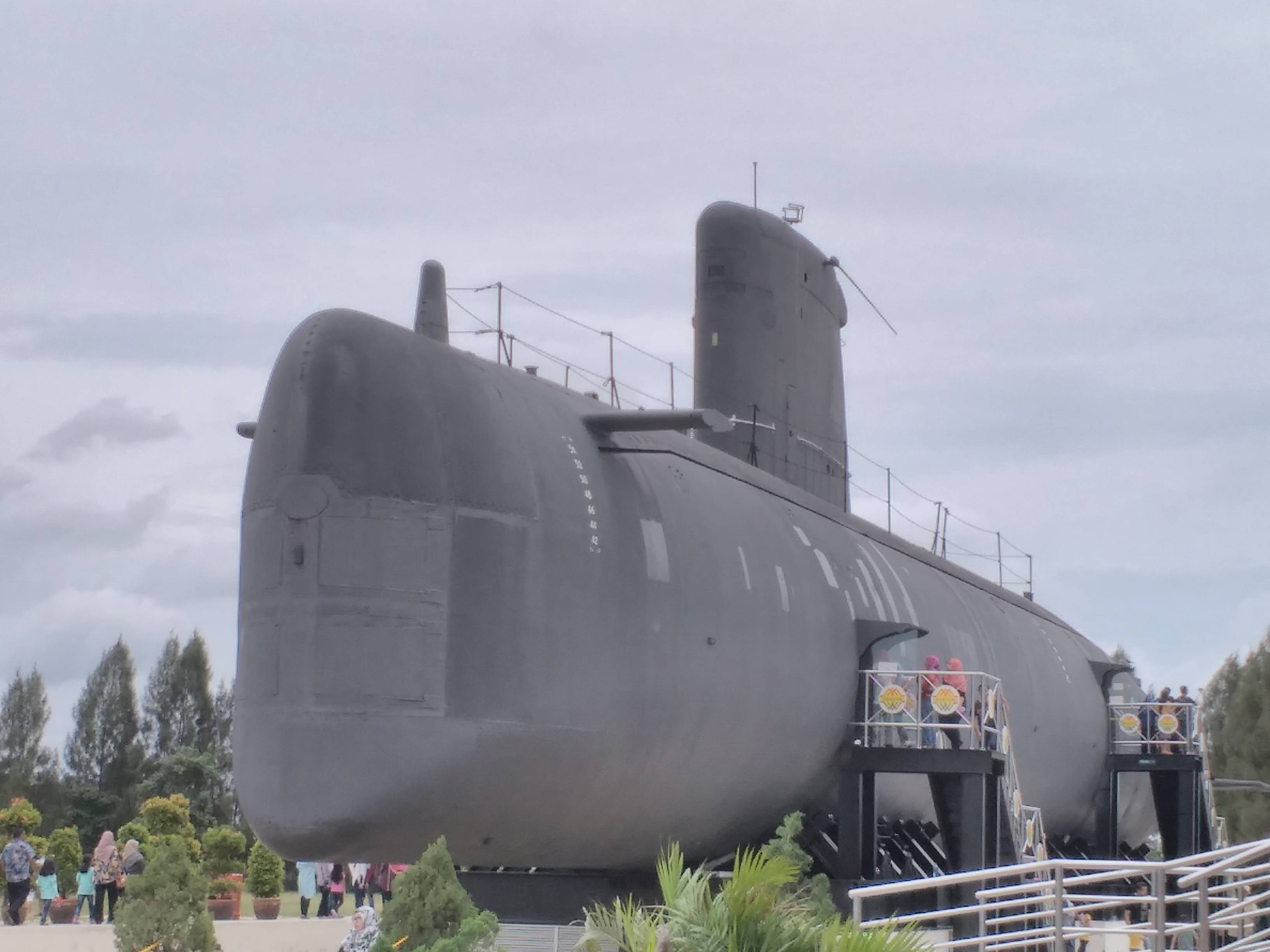
Musée sous-marin à Klebang
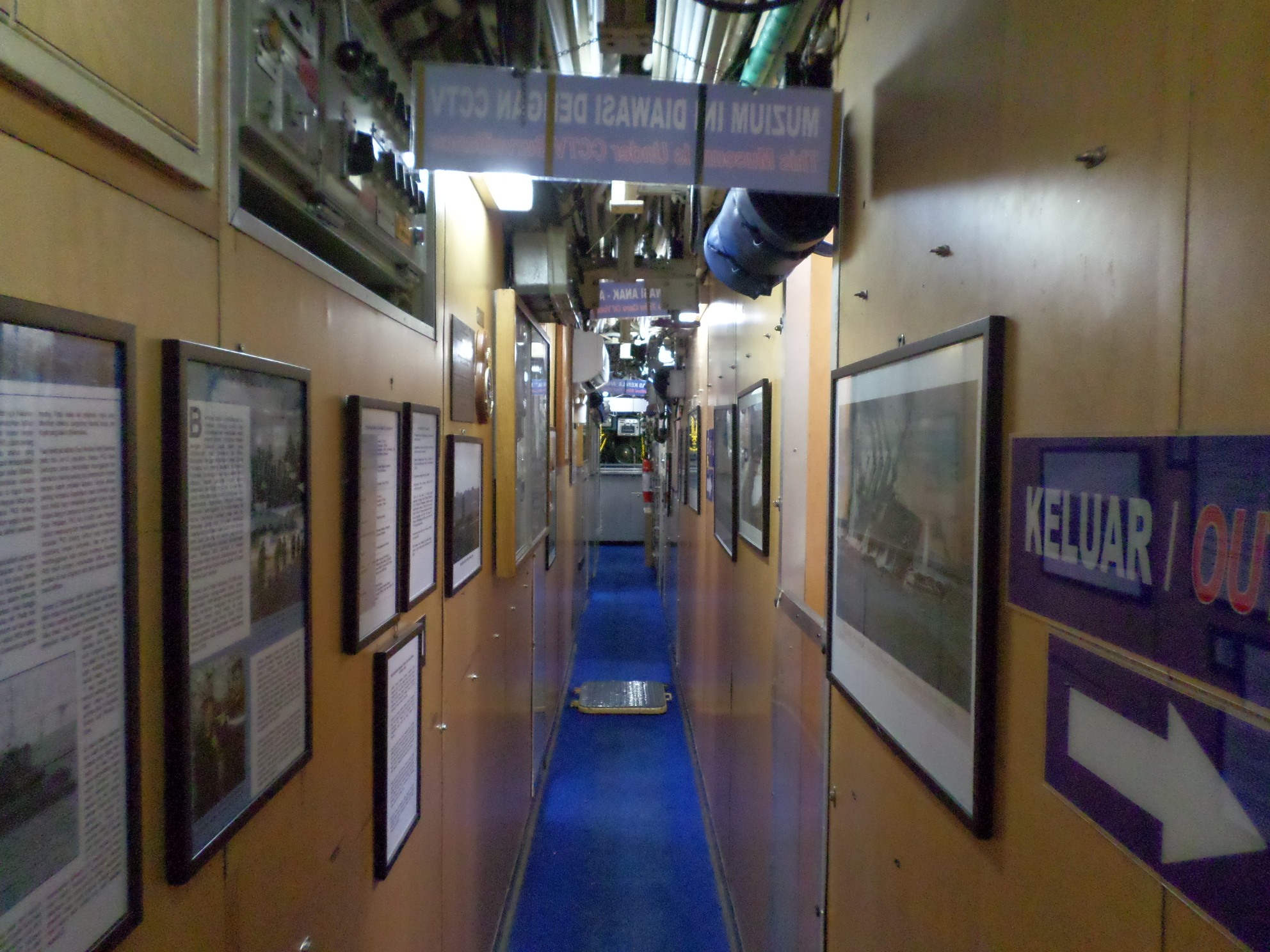
Intérieur du musée